# -stan

-stan (Perzisch: -stān) is een Indo-Europese achtervoegsel dat uit het Perzisch afkomstig is. Stan betekent 'plaats van' of 'land' en komt dan ook voor in veel geografische aanduidingen in Rusland, Centraal en West Azie.
Stan komt oorspronkelijk van het proto-Indo-Europese *sta-, wat 'staan' betekent. Ook het Nederlandse woord stad is hiervan afgeleid.
Onafhankelijke landen waarvan de naam eindigt op -stan zijn:
- Afghanistan
- Kazachstan
- Kirgistan[2]
- Oezbekistan
- Pakistan
- Tadzjikistan
- Turkmenistan

Niet onafhankelijke landen en andere geografische aanduidingen:
- Khuzestan, een regio in Iran
- Beloetsjistan, een regio in Iran, Afghanistan en Pakistan.
- Bantoestan, de Zuid-Afrikaanse thuislanden tijdens de apartheid
- Basjkirostan, autonome republiek in Rusland
- Dagestan, regio in Rusland
- Hayastan, Armeens voor Armenië
- Golestan, provincie in Iran
- Hindoestan, een andere naam voor India
- Kafiristan, de oude naam van de provincie Nurestan in Afghanistan
- Karakalpakstan, autonome republiek van Oezbekistan
- Khalistan, voorgestelde staat voor de sikhs
- Khoezistan, oude regio en ook provincie in Iran
- Koerdistan, woongebied van de Koerden
- Kordestan, provincie in Iran, binnen het woongebied van de Koerden
- Lazistan, andere naam voor Colchis
- Lorestan, provincie in Iran
- Lehastan, Perzische en Armeense naam voor Polen
- Lehistan, Turkse naam voor Polen
- Rajasthan, staat van India
- Sistan en Beloetsjistan, provincie in Iran
- Tatarstan, Andere (oudere) benaming voor Tatarije, een regio in Rusland
- Turkestan, gebied in Centraal-Azië
- Waziristan, regio in Pakistan

## Trivia
Omdat plaatsen eindigend op -stan de reputatie hebben dat ze ver weg liggen, zijn er veel fictieve voorbeelden van landen die eindigen op -stan.
- Verweggistan en Afgelegestan, landen waar Donald Duck regelmatig heen vlucht.
- Hoedoejoestan, waarvan de maharadja bijna even rijk is als Dagobert Duck
- Derkaderkastan, terroristenstaat in Team America: World Police
- Absurdistan, wordt gebruikt als men ongenoegen over een of meer eigenschappen van of gebruiken in een staat wil uiten.